# 西川聡
西川 聡（にしかわ そう、2001年6月18日 - ）は、日本とオーストラリアのサッカー選手。ポジションはDF。

## クラブ歴
2018-19シーズンにメルボルン・ビクトリーFCの下部組織に加入。2018年11月10日にYリーグでの初出場を飾った。2020年3月15日の試合でトップチーム初出場。同年夏にトップチームに昇格した。